# Chudeřice
Chudeřice (německy Kutterschitz) jsou obec v okrese Hradec Králové v Královéhradeckém kraji. Leží asi osm kilometrů východně od Chlumce nad Cidlinou a dvacet kilometrů západně od Hradce Králové. V obci žije 271 obyvatel.

## Historie
První písemná zmínka o obci Chudeřice pochází z roku 1318, kdy jsou zapsány do Zemských desk zemanovi Všeslavovi ze Záchrašťan. Další zmínka pochází z roku 1386, kdy vesnice patřila ke zboží přestavlckému a jejím majitelem byl Unka z Přestavlk. Spolu s opuštěnou tvrzí v Přestavlkách přešla obec Chudeřice v polovině 16. století do majetku rodu pánů z Pernštejna a byla přičleněna k panství Chlumec nad Cidlinou, u kterého setrvala až do ukončení roboty v roce 1848.

## Obyvatelstvo
| Rok            | 1869 | 1880 | 1890 | 1900 | 1910 | 1921 | 1930 | 1950 | 1961 | 1970 | 1980 | 1991 | 2001 | 2011 | 2021 |
| -------------- | ---- | ---- | ---- | ---- | ---- | ---- | ---- | ---- | ---- | ---- | ---- | ---- | ---- | ---- | ---- |
| Počet obyvatel | 201  | 224  | 229  | 178  | 184  | 194  | 201  | 150  | 157  | 157  | 165  | 191  | 195  | 240  | 270  |
| Počet domů     | 25   | 25   | 25   | 25   | 31   | 31   | 35   | 43   | 42   | 42   | 45   | 61   | 64   | 80   | 92   |

## Obecní správa
Mezi lety 1850–1913 patřily Chudeřice jako osada obce ke Káranicím v okrese Nový Bydžov (1850–1913). Od roku 1913 jsou obcí v okrese Nový Bydžov (1913–1950) a později v okrese Hradec Králové.

### Obecní symboly
Znak a vlajka byly obci uděleny rozhodnutím předsedy Poslanecké sněmovny Parlamentu České republiky dne 13. května 2003.

## Galerie

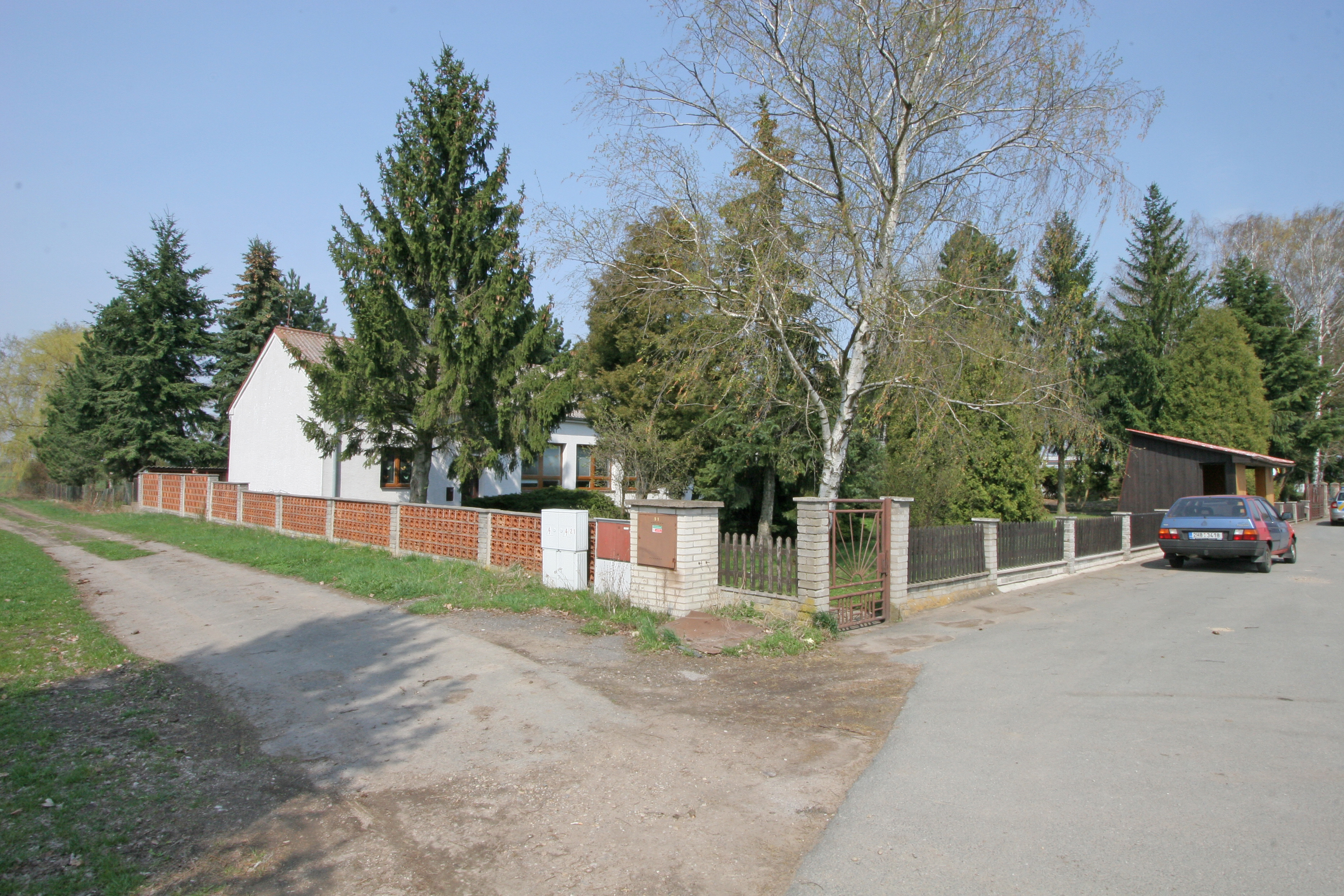
Mateřská škola
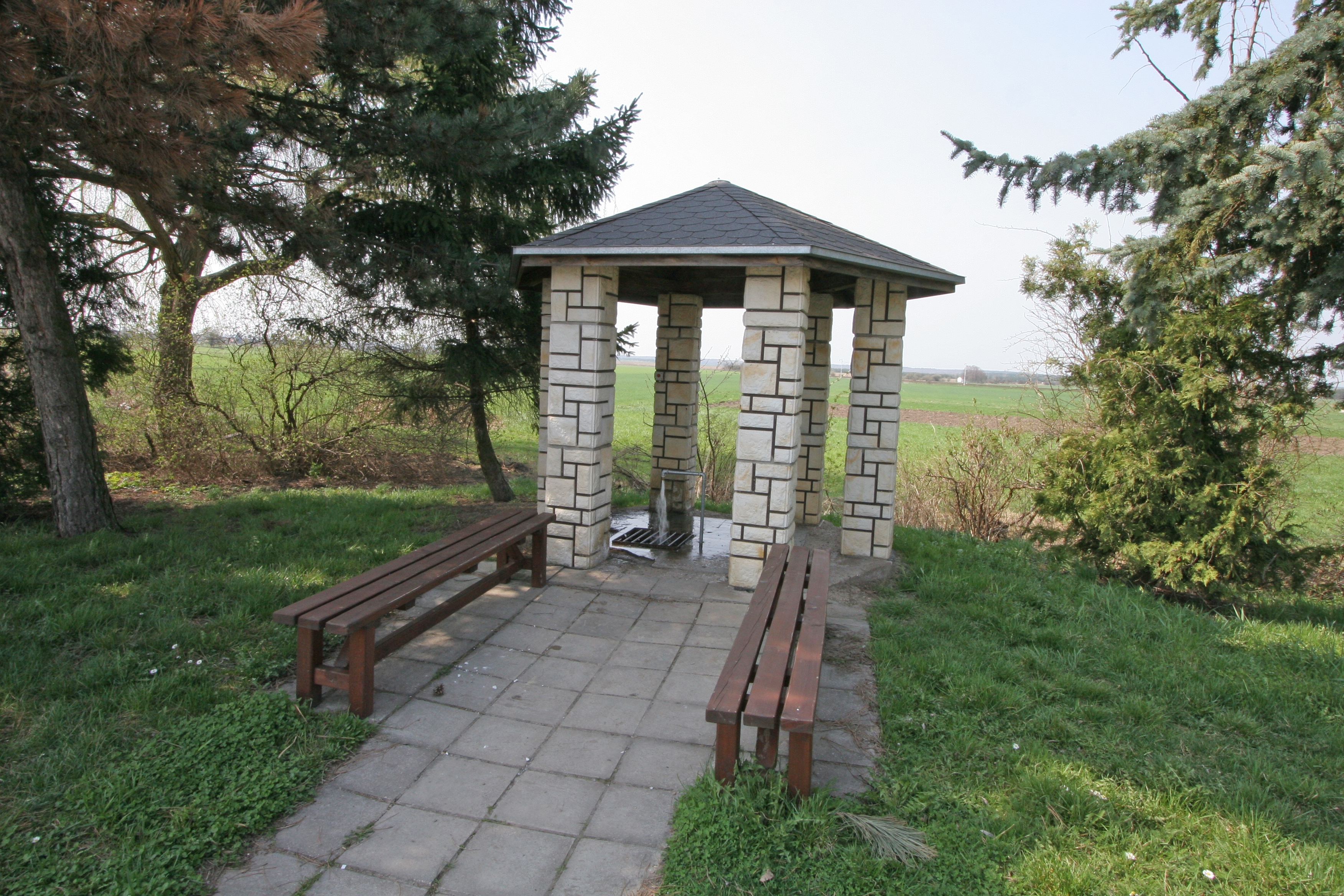
Minerální vrt
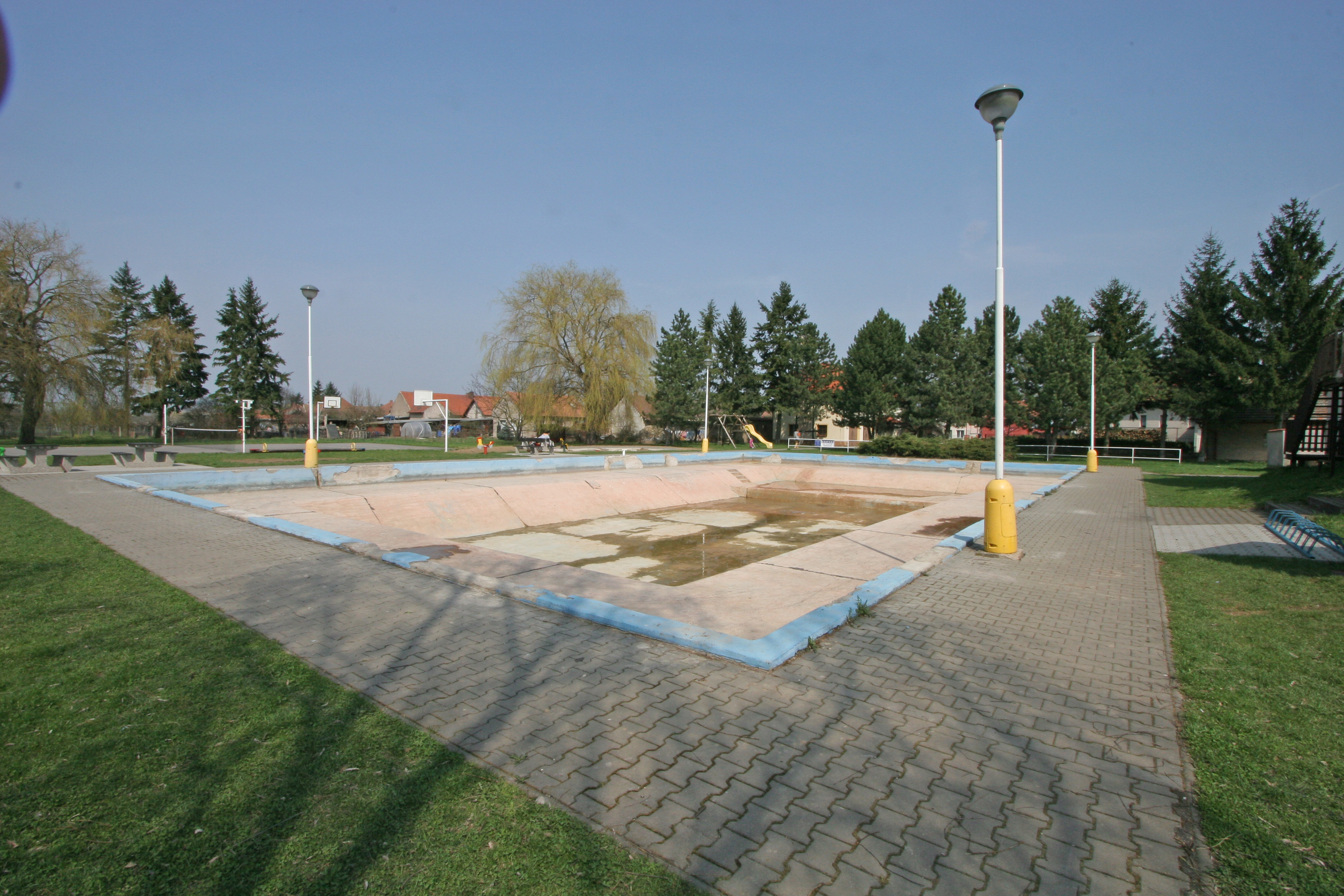
Koupaliště
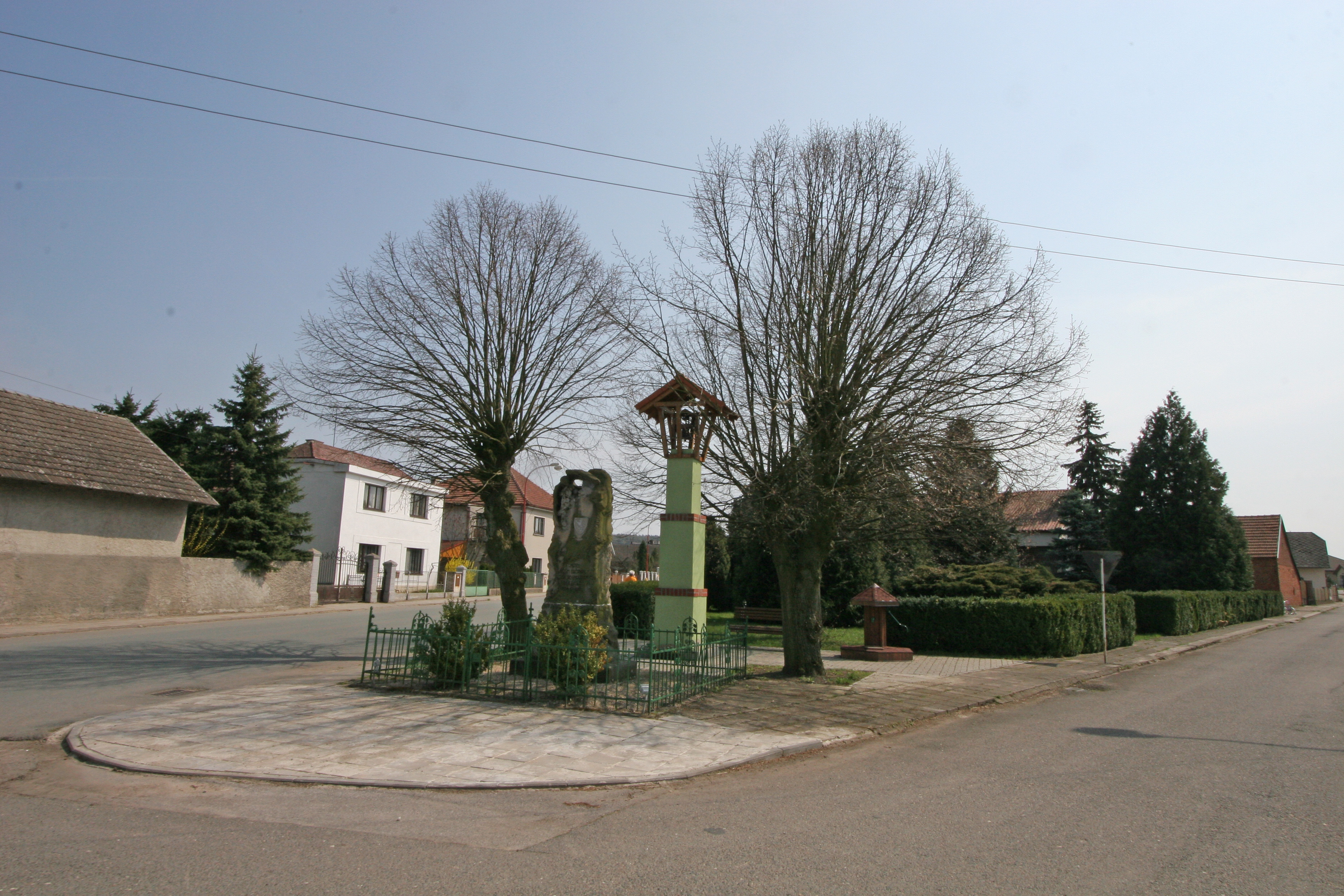
Zvonička a pomník
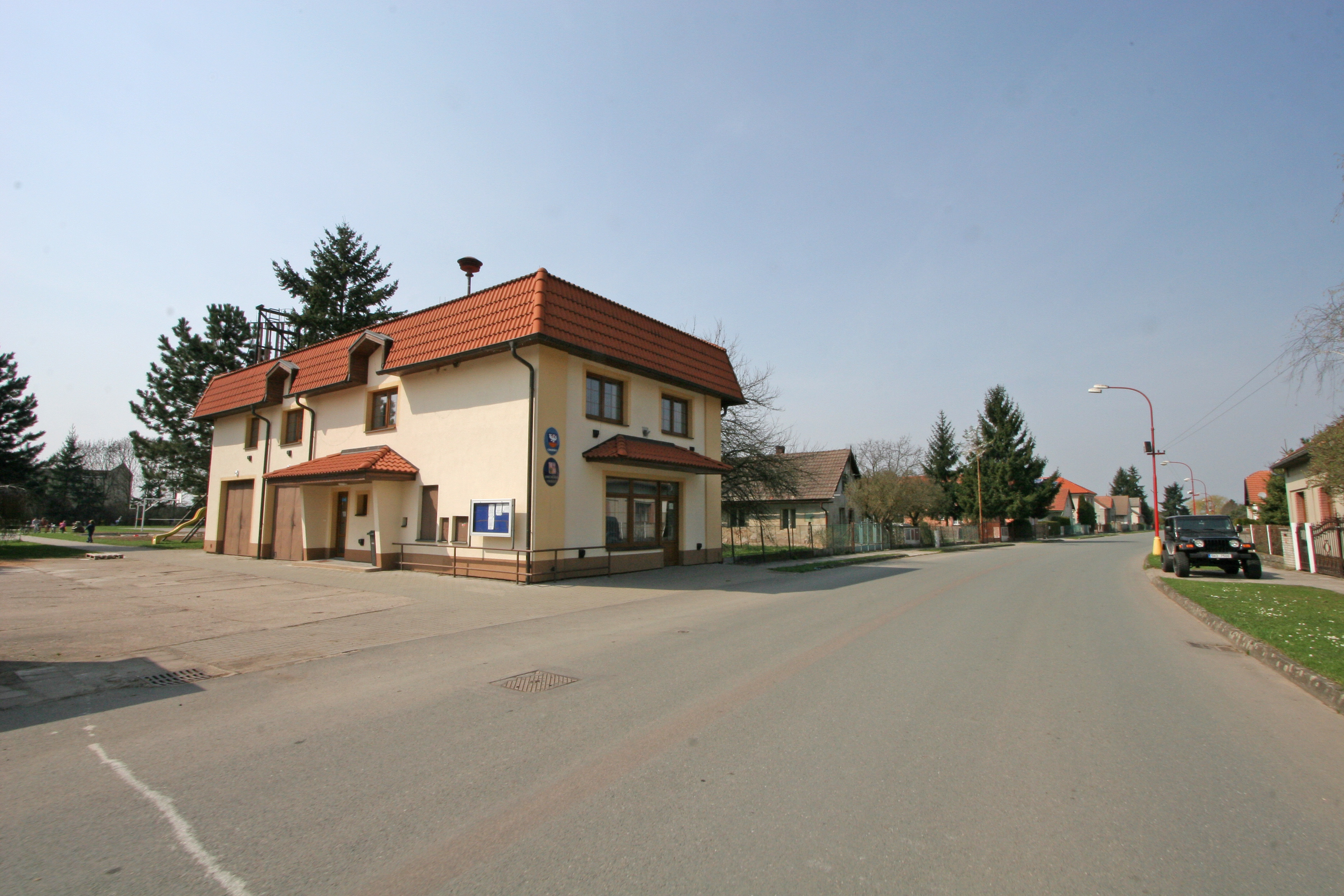
Obecní úřad